# Beacon Mountain
Pour les articles homonymes, voir Beacon.
Beacon Mountain, parfois appelé mont Beacon, est une montagne du comté de Dutchess dans l'État de New York, aux États-Unis. Avec 467 mètres d'altitude, c'est le point culminant des Hudson Highlands.
La montagne tient son nom de la localité de Beacon.
Des antennes radioélectriques et une tour de guet se trouvent au sommet.